# Uzdin
Uzdin (în română Uzdâni, Uzdin sau Ozora, în maghiară Újozora, în germană Uzdin) este o localitate, cu populație românească, în Districtul Banatul de Sud, Voivodina, Serbia.

## Poziție geografică
Uzdin este situat la nord de comuna Covăcița, la o distanță de 10 km. Acest sat aparține localităților de lângă râul Timiș și este la doar 5 km de acest râu. Uzdinul esta construit pe porțiuni mai înalte ale câmpiei loessice. Are condiții de transport favorabile, deoarece lângă localitate a fost construită calea ferată Pancevo - Becicherecu Mare - Kikinda, totodată prin localitate trece și drumul național asfaltat în aceeași direcție.Teritoriul acestei localități din Banat se întinde în cea mai mare parte pe o câmpie loessică, într-o mică măsură pe o terasă loessică, și în cea mai mică măsură într-o câmpie aluvială. Utilizând aceste trei unități morfologice, care sunt suprapuse în mare parte cu diferite tipuri și subtipuri de soluri fertile, fermierii din Uzdin obțin recolte ridicate ale celor mai diverse culturi, cu ajutorul măsurilor agrotehnice moderne. 
Uzdin este o localitate rurală panonică. Are formă dreptunghiulară, cu extinderi spre sud către centrul comunei Covăcița. Străzile sunt largi și se intersectează sub un unghi drept.

## Istorie
Între anii 1660 și 1719 în locația satului Uzdin de astăzi, au existat două localități sârbești apropiate, Uzdinul Mic și Uzdinul Mare. Conform recensământului austriac din 1716, Uzdinul Mare avea 30 de case, iar Uzdinul Mic doar 10. Deși locuitorii au fost eliberați de sub turci, din cauza impozitelor ridicate ale noii țări, toți s-au mutat. Au rămas în urmă două pustietăți cu aceleași denumiri ca și satele, potrivite pentru pășunatul vitelor. La mijlocul secolului al XVIII-lea, această așezare este menționată ca o pustietate a districtului Becicherec sub numele de Uzdinul Mic și Uzdinul mare (sr. Veliki Uzdin i Mali Uzdin), fiind în proprietatea domeniilor erariale și date în arendă. Timp de mulți ani, Mali Uzdin a fost ținut în arendă de familia Jeminović din Opovo. Apoi, în 1742, o parte a terenului pustiu a fost închiriată de către municipalitatea vecină Tomaševac moșiei „Mali Uzdin” pentru 20 f. În 1767, Uzdinenii și Tomașevțenii împart contractul de închiriere. Odată cu formarea graniței militare în 1767, o companie a regimentului 12 al regimentului de graniță german-ban s-a stabilit în pustie, unde se află acum satul Padina.Un deceniu mai târziu a urmat relocarea pe pustietatea de lângă râul Timiș. Revizorul imperial Erler constata în anul 1774 că așezarea se numește Padina sau Uzdin, în districtul Timiș, având statut de graniță și cu majoritate de locuitori români. La acea vreme, Uzdinul Mic era încă doar o pustietate.Când a fost înregistrat clerul ortodox în anul 1797, în Uzdin erau patru preoți. Parohii, popa Ioan Šubonj (hirotonit în 1767) și popa Traian Teodorov (1772); primul vorbea limba română, iar al doilea se folosea de limba sârbă și română. Diaconii, Ioan Teodorović (1789) și Andrei Fizeșan (1789) se deosebeau prin cunoașterea limbilor; primul vorbea limba română, iar al doilea știa atât limba sârbă, cât și limba română.
Prin repopularea pustiurilor din Uzdin începând cu anul 1767, cea mai mare parte a populației este formată din români. Locuitorii sârbi ai satelor învecinate s-au opus acestei colonizări, deoarece au fost colonizați indivizi problematici. Printre uzdinieni au existat cu adevărat câteva familii cu reputație rea, care s-au ocupat de criminalitate (ca meserie), numite "bicheri". Bicherii au comis multe crime în zonă, aveau dosare foarte grele, iar autoritățile au avut dificultăți în a-i gestiona. Neîncrederea dintre sârbii și românii locali a fost la apogeu în vara lui 1848, marcată de numeroase incidente. Deoarece uzdinienii români au refuzat să se alăture mișcării sârbești din anul 1848, sârbii conduși de Drakulić din tabăra militară de la Perlez au atacat și jefuit și au cucerit Uzdinul, la 21 iulie în acel an. Uzdineanul Aćim Bura în 23 noiembrie 1848 s-a predat inamicului, la Tomaševac și s-a alăturat maghiarilor. Din acest motiv, el a fost condamnat pentru trădare de către sârbi în tabăra de la Tomaševac și executat prin împușcare. 
În timpul Războiului Austro-Turc din 1788, o parte din această unitate a suferit. În timpul Revoluției Maghiare din 1848-1849, locuitorii din Uzdin au trebuit să fugă temporar de sub amenințarea maghiarilor.
După desființarea graniței militare din Banat, Uzdinul a intrat în componența plășii Covăcița din județul Torontal. Autoritățile județene au redenumit comuna în 1888 în cadrul procesului de maghiarizare, cu noul nume Uj Ozöra.
Recensământul cleric ortodox din 1846 arată că în Uzdin locuiau 4.980 de locuitori. Toate registrele bisericești sunt întocmite începând din anul 1779. Clerul era format din Jovan Jovanović și Trifon Bosika, iar capelanul era Petar Jovanović. La acea vreme, 480 de elevi frecventau școala primară. Băieților le predă învățătorul Jovan Murgul, iar fetelor le predă Ambrozije Teodorović. Conform recensământului din 1910, acest sat din Banat avea deja 1.178 de gospodării locuite, în care trăiau 5.581 de locuitori. În același timp, a fost construită și calea ferată Bečkerek – Pančevo, ceea ce a accelerat semnificativ dezvoltarea economică a așezării. În ceea ce privește mișcările demografice în perioada 1869-1981, în Uzdin au avut loc schimbări semnificative. Cel mai mare număr de locuitori a fost înregistrat în 1890 - 5.935 de locuitori. Din acea perioadă și până în ultimul recensământ, numărul locuitorilor a scăzut constant și treptat. Principalele motive ale acestei scăderi constante sunt procesele de emigrare. Emigrația a fost o realitate și înainte de Al Doilea Război Mondial, iar după el s-a intensificat și mai mult.
Începuturile noii așezări al Uzdinului sunt strâns legate de formarea frontierei militare, care apăra Banatul, având Dunărea drept graniță de la Titel până la Orșova și Caransebeș, fiind un scut împotriva avansului turcilor. În anul 1724, mareșalul austriac Francesco a colonizat, în afară de sârbi, și românii, care fugeau din fața stăpânirii otomane, coborând peste Munții Transilvaniei în câmpia fertilă a Banatului. Populația românească colonizată a fost prima dată așezată în locul actual al satului (pe atunci o pustietate) Padina, în jurul anului 1767. Mutarea pe locația actuală a satului Uzdin a avut loc în anul 1776, din cauza condițiilor neprielnice de viață (lipsa apei).
Mergând pe drumul de vară către Padina, la o distanță de 1 km, imediat sub dealul Geal, se află ridicat un mare crucifix din lemn (cu o înălțime de 3 m). Conform relatării preotului actual din Uzdin, Miclea Teodor, în acest loc a avut loc o mare bătălie în timpul Războiului Austro-Turc, în care un număr mare de uzdineni au pierit (1788). Locul unde se află Uzdinul de astăzi este a treia lor locație, unde a început așezarea lor în anul 1801. După desființarea graniței militare (1872), Uzdinul a intrat sub administrația maghiară, care a durat până la sfârșitul Primului Război Mondial. Populația de origine română din Voivodina era în mare parte concentrată în Banat.
Conform recensământului din 1921, în Banat erau 72.377 locuitori de naționalitate română. Este interesant faptul că printre românii din Banat, după Al Doilea Război Mondial, nu s-a simțit o dispoziție revoluționară semnificativă (cum a fost în Farkašdin și Padina), iar motivul probabil este faptul că în acea perioadă avea loc delimitarea teritorială cu România, care a durat aproape cinci ani (1919-1923). Conform recensământului din 1921, Uzdinul avea 5.340 de locuitori și 1.161 de gospodării.
Populația era în principal de naționalitate română și se ocupau în special cu creșterea animalelor și agricultură. Germanii erau în principal meșteșugari, mai rar comercianți. Comerțul era practicat de sârbi uniți și aromâni, iar mai târziu și evrei.
Uzdinul de astăzi, la fel ca și întregul district al Covăciței, nu a avut proprietăți mari ale marilor proprietari de pământ. Singura excepție a fost primăria Uzdin, care deținea o cantitate mai mare de teren (maximum 100 hectare), potrivit pentru expropriații în scopuri de reformă agrară. Astfel, încă de la intrarea în vigoare a prevederilor pregătirii reformei agrare (10 aprilie 1919), Ministerul pentru Reforma Agrară a închiriat localnicilor din Uzdin pământ (ca și locator), unde moneda de plată la început era coroana. După negocieri îndelungate cu autoritățile locale, la Uzdin, la sfârșitul anului 1924, s-a luat decizia ca coloniștii din Ungaria să-și construiască o nouă colonie pe pajiștea Uzdinului cu o suprafață de aproximativ 60 de jugăre cadastrale. Această decizie a autorităților agrare a fost contestată de localnici și de autoritățile locale din Uzdin. În 1924, în atarul din Uzdin, a apărut un sat mic, o colonie de sârbi din Ungaria și coloniști din regat, care a fost numit Putnikovo.

## Monumente istorice
- Biserica Sfântul Gheorghe din Uzdin - biserică ortodoxă română construită în perioada 1801-1804

## Economie
Uzdinul este un sat tipic voievodinean în care principalele ocupații ale locuitorilor sunt agricultura și creșterea animalelor. Producția agricolă este organizată pe proprietăți individuale și colective. Pe lângă agricultură și creșterea animalelor, locuitorii din Uzdin, prin construirea de heleșteu, desfășoară și o producție de succes de pește de apă dulce. Prezența extinsă a pădurilor și râul Timiș, care traversează blând zona, oferă condiții naturale favorabile pentru dezvoltarea vânătoriei și pescuitului, turismului de agrement și turismului de tranzit.

## Viața culturală
Monumentul dedicat victimelor din Al Doilea Război Mondial, împreună cu o fântână memorială, se află în centrul localității. Casa de cultură "Doina" obține rezultate semnificative în domeniul cultural. Primele activități în domeniul artei culturale au apărut în Uzdin încă din 1898, când a fost înființată prima societate corală în așezare. În 1961, a fost înființată o secție pentru pictori naivi în Uzdin. În 1963, în cadrul Casei de cultură a fost înființată o galerie de artă dedicată picturii naive.
Pictorii uzdineni de artă naivă precum Anuica Măran, Florica Puia, Măria Bălan, Florica Cheț, Sofia Doclean, Mărioara Motorojescu, Ana Onciu, Viorica Iepure, Sofia Ionașcu, Anuța Dolamă, Steluța Țăran, Steluța Giura, Petru Mezin - au ajuns la cea mai mare gamă în pictura naivă și își expun pânzele în cele mai mari galerii din lume. Acești pictori harnici și de succes au expus până acum în numeroase orașe și metropole europene și mondiale: New York, Washington, Madrid, Munchen, Veneția, Göteborg, Milano, Timișoara, Viena, Roma, Stockholm, Belgrad, Zagreb... 
În Uzdin era obiceiul de a ieși duminica și de sărbători la joc, la care s-au întalnit tinerii și logodnicii.

## Personalități
- Ilija Lupulesku (traducerea numelui Ilie Lupulescu) (n. 1967), jucător de tenis de masă; medalia de argint la Olimpiada de Vară din 1988, la dublu masculin.